# Contrat de séjour
Le contrat de séjour est en droit français le contrat qui formalise la relation entre une personne accueillie (personne en situation de Handicap, personne âgée ou en situation d'exclusion) et un établissement ou un service social ou médico-social au sens du I de l'article L. 312-1 du Code de l'action sociale et des familles (CASF).
Du point de vue légal et règlementaire (articles L. 311-4 et D. 311 du Code de l'action sociale et des familles), la conclusion d'un contrat de séjour est obligatoire, sauf lorsque l'accueil ou l'accompagnement porte sur une durée continue ou discontinue de moins de deux mois par an ou lorsqu'il ne comprend pas de prestations d'hébergement : dans ce cas il est obligatoire de proposer un document individuel de prise en charge (DIPC) à la personne accueillie. Le DIPC, contrat unilatéral, a toutefois un contenu identique à celui du contrat de séjour.
Du point de vue de la jurisprudence du juge judiciaire, c'est le fait matériel de l'admission en établissement ou service, du plein gré de la personne accueillie, qui fait naître le lien contractuel indépendamment de la signature de tout document (Cass., Civ. 2, 12 mai 2005, Association Clair-Soleil & MAIF, n° 03-17994).
Une théorie cohérente du contrat de séjour en droit privé et droit public a été proposée en 2012 par Olivier Poinsot à l'occasion de trois chroniques successives qui sont parues à la Revue générale de droit médical (RGDM).
Le régime du contrat de séjour intègre l'application du droit de la consommation non seulement à l'égard des organismes gestionnaires de droit privé mais également, sous certaines modalités, à la situation des établissements et services de droit public.

## Colloques
"L'usager-citoyen : affirmer ses droits dans les établissements et services", colloque organisé par le Conseil général du Finistère à Brest le 18 décembre 2012 à l'occasion du dixième anniversaire de la loi n° 2002-2 rénovant l'action sociale et médico-sociale : http://www.vo-live.fr/vod/u2sS8fp.html

## Liens
- http://www.legifrance.gouv.fr/affichJuriJudi.do?oldAction=rechJuriJudi&idTexte=JURITEXT000007051061&fastReqId=1391988579&fastPos=1 Arrêt Clair-Soleil